# فهرست فرودگاه‌های برمودا

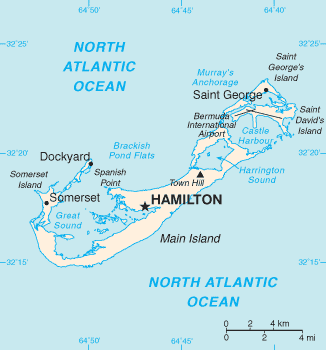
نقشهٔ برمودا

این مقاله شامل فهرست فرودگاه‌های برمودا است.

## فرودگاه‌ها
| برمودا                | جزیره              | ایکائو        | یاتا          | نام فرودگاه                                                     | مختصات                                                         |
| فرودگاه کنونی         | فرودگاه کنونی      | فرودگاه کنونی | فرودگاه کنونی | فرودگاه کنونی                                                   | فرودگاه کنونی                                                  |
| --------------------- | ------------------ | ------------- | ------------- | --------------------------------------------------------------- | -------------------------------------------------------------- |
| St. George's          | St. David's Island | TXKF          | BDA           | فرودگاه بین‌المللی ال.اف. وید (فرودگاه بین‌المللی سابق در برمودا) | ۳۲°۲۱′۵۱″ شمالی ۰۶۴°۴۰′۴۳″ غربی / ۳۲٫۳۶۴۱۷°شمالی ۶۴٫۶۷۸۶۱°غربی |
| فرودگاه‌های نظامی سابق |                    |               |               |                                                                 |                                                                |
| St. George's          | St. David's Island |               |               | Kindley AFB (۱۹۴۸-۱۹۷۰) / پایگاه هوایی برمودا (۱۹۷۰-۱۹۵۵)       | ۳۲°۲۱′۵۱″ شمالی ۰۶۴°۴۰′۴۳″ غربی / ۳۲٫۳۶۴۱۷°شمالی ۶۴٫۶۷۸۶۱°غربی |
| Sandys                | Boaz Island        |               |               | RNAS Boaz Island (HMS Malabar) (۱۹۳۹-۱۹۴۴)                      | ۳۲°۱۸′۳۱″ شمالی ۰۶۴°۵۱′۰۶″ غربی / ۳۲٫۳۰۸۶۱°شمالی ۶۴٫۸۵۱۶۷°غربی |